# William Langford
William Frederick Langford (7. august 1896 i Gravenhurst - 21. januar 1973 i Toronto) var en canadisk roer som deltog i de olympiske lege 1924 i Paris.
Langford vandt en sølvmedalje i roning under OL 1924 i Paris. Han var med på den canadiske otter som kom på en andenplads efter USA. Deltagerne på den canadiske otter besto af Arthur Bell, Robert Hunter, William Langford, Harold Little, John Smith, Warren Snyder, Norman Taylor, William Wallace og Ivor Campbell som var styrmand.   